# Russian Toy
Il Russian Toy è un piccolo cane da compagnia originario della Russia.

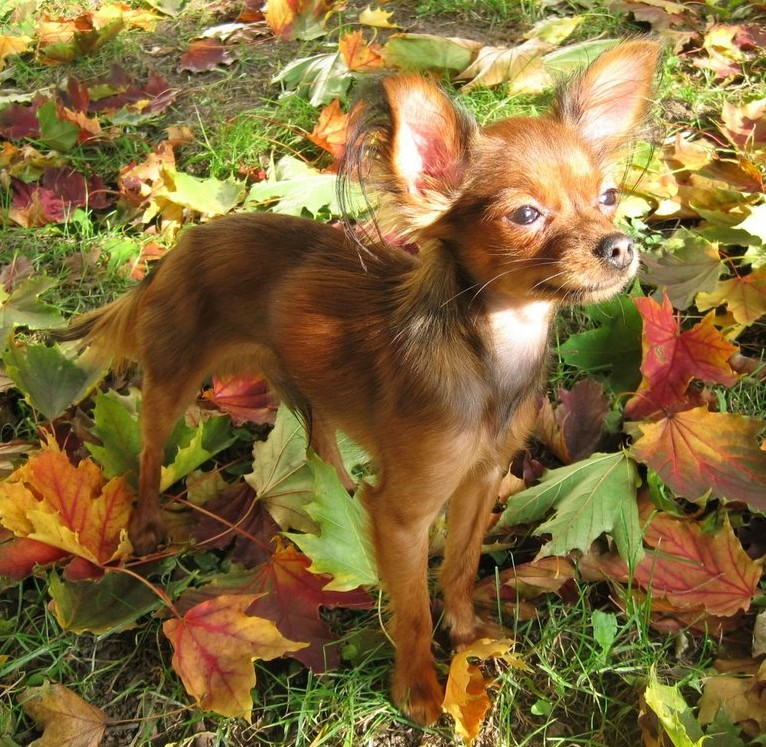
Russian Toy a pelo lungo.